# Steriphopus crassipalpis
Steriphopus crassipalpis là một loài nhện trong họ Palpimanidae. Loài này được phát hiện ở Myanmar.